# M. Chinnaswamy Stadium
Das M. Chinnaswamy Stadium ist ein Cricketstadion in der indischen Stadt Bengaluru, Bundesstaat Karnataka. Benannt wurde es nach dem ehemaligen Präsidenten des indischen Cricketverbandes (BCCI) Mangalam Chinnaswamy. Zuvor wurde das Stadion unter dem Namen Karnataka State Cricket Association Stadium (KSCA Stadium) geführt. Neben zahlreichen internationalen Cricketspielen wird es unter anderem als Heimstadion der Royal Challengers Bangalore in der Indian Premier League genutzt. Neben Cricketveranstaltungen finden hier auch weitere kulturelle und musikalische Events statt, wie beispielsweise die Wahl zur Miss World 1996.

## Kapazität & Infrastruktur
Das Stadion hat ein Platzangebot von 42.000 Sitzplätzen und ist mit einer Flutlichtanlage, die zum Cricket World Cup 1996 installiert wurde, ausgestattet. Die Ends heißen Pavilion End und BEML End.

## Internationales Cricket
Das erste Testmatch wurde hier vom 22. bis 29. November 1974 zwischen Indien und den West Indies ausgetragen. Seitdem wird es immer wieder für Spiele der indischen Cricket-Nationalmannschaft genutzt. Unter anderem wurden hier jeweils ein Spiel beim Cricket World Cup 1987 und Cricket World Cup 1996 und fünf Vorrundenspiele beim Cricket World Cup 2011 ausgetragen. Ebenso wurden hier Partien bei der ICC World Twenty20 2016 und der parallelen ICC Women’s World Twenty20 2016 ausgetragen und auch beim Cricket World Cup 2023 fanden in dem Stadion Spiele statt.

## Verwendung in der IPL
Seit der Gründung der IPL im Jahr 2008 trägt das Franchise Royal Challengers Bangalore hier seine Heimspiele aus. Ausnahme war dabei die Saison 2009, als das Turnier aus Sicherheitsgründen nach Südafrika verlegt wurde.

## Galerie

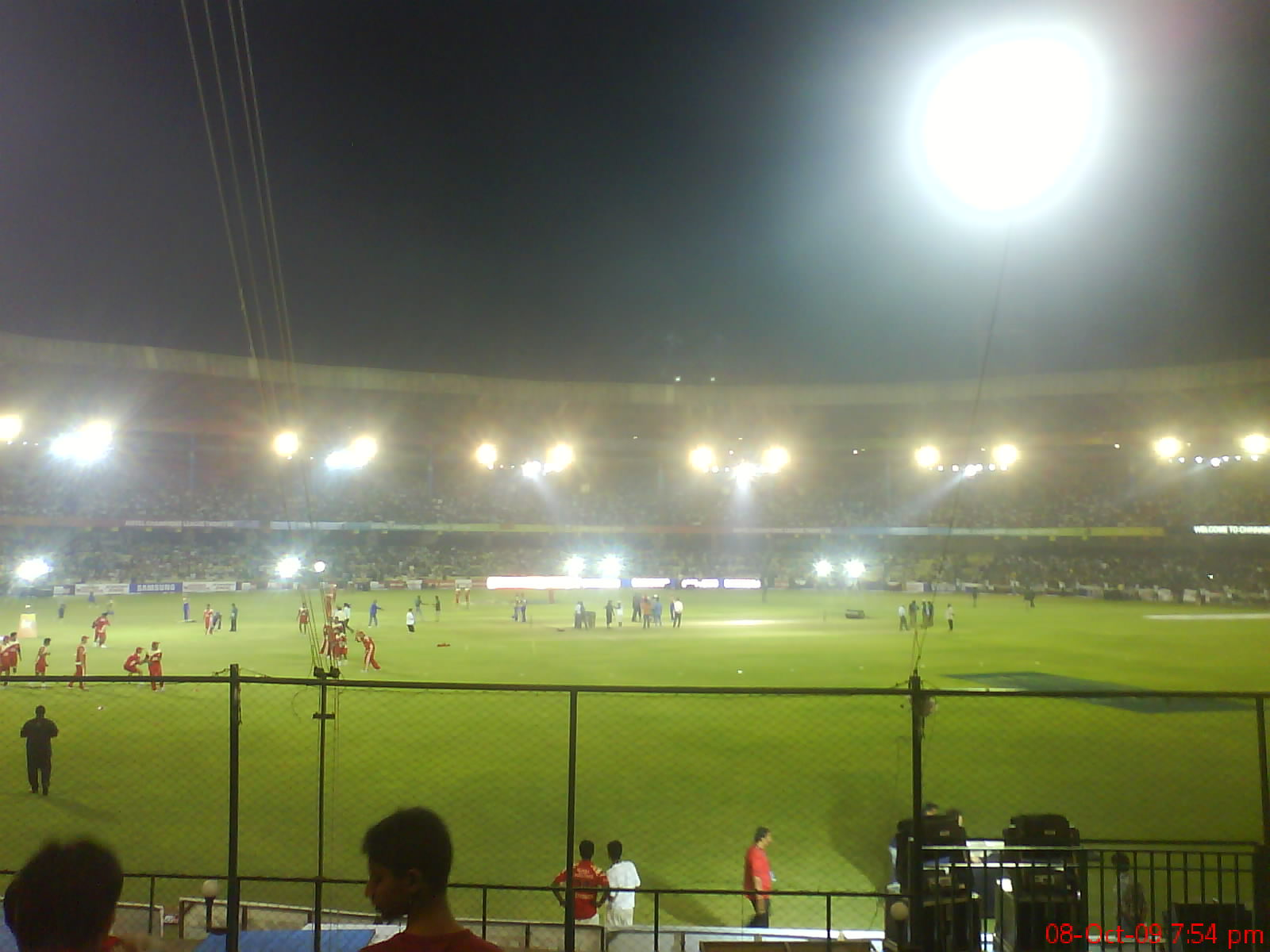
Training der Spieler der Royal Challengers Bangalore
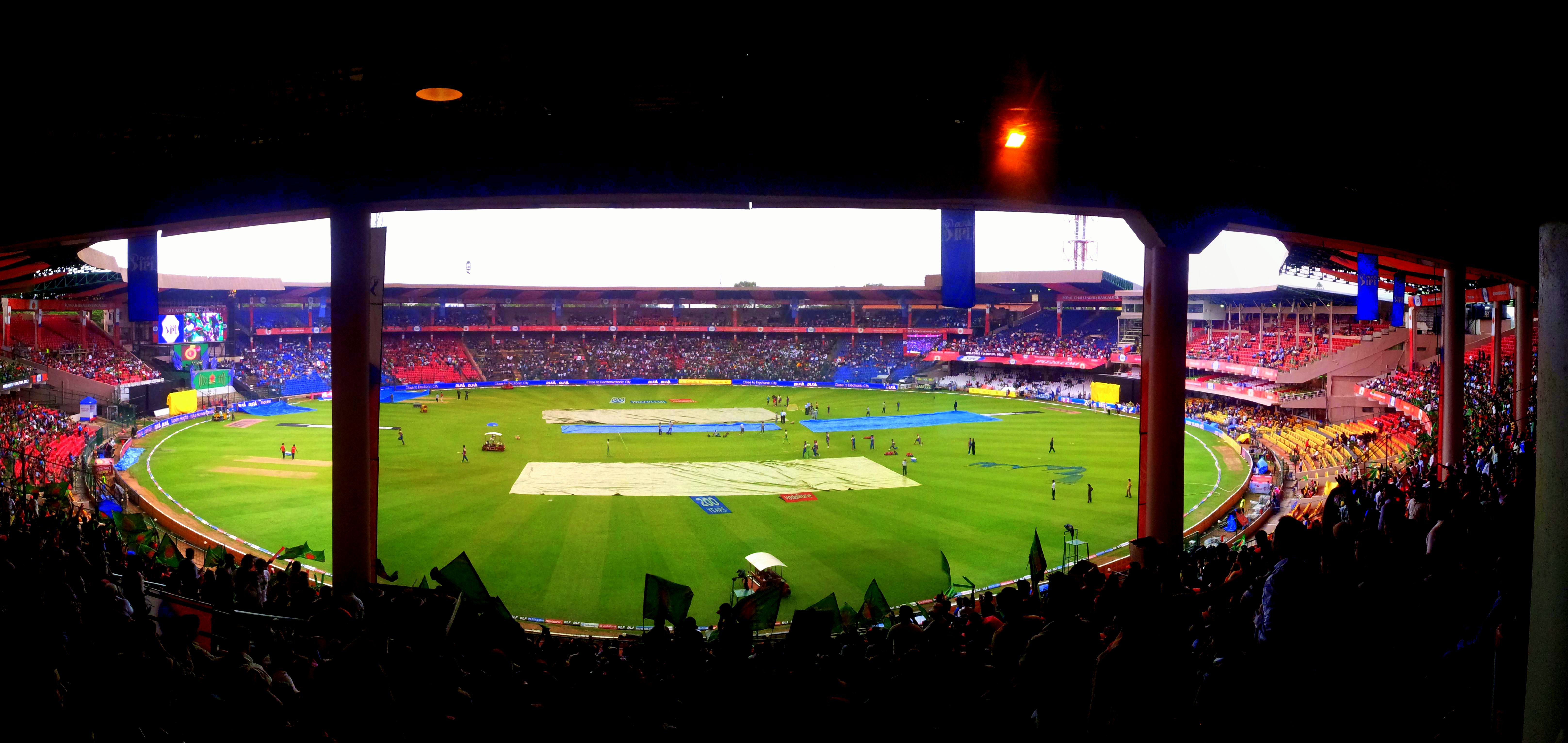
Das M. Chinnaswamy Stadium im Mai 2012